# 友好河
友好河，位于中华人民共和国黑龙江省伊春市友好区一条河流，是汤旺河右岸支流，发源于友好区北端白桦青年队东北565高地南麓，自北向南流经友谊林场、碧云经营所、广川经营所、青阳经营所等地，最后于友好区城区东南汇入汤旺河。河流全长125千米，平均河宽50米，流域面积1650平方千米，河道平均比降2.16‰，年均径流量4.13亿立方米。友好河沿岸森林茂密，有保存良好的红松原始林。下游沿岸多沼泽、湿地。